# Lista orașelor din India
Aceasta este o listă de orașe din India. Orașele marcate cu * sunt capitale de stat. 

## Capitală
- New Delhi (Delhi)

## A
- Ahmedabad
- Agartala*
- Agra
- Aizawl*
- Aligarh
- Allahabad
- Amritsar
- Aurangabad
- Arvi
- Amrawati

## B-C
- Balasore
- Bengaluru*
- Baripada
- Baroda
- Banswara
- Belgaum
- Bhopal*
- Bhubaneshwar*
- Bhuj
- Bikaner
- Bilaspur
- Calcuta (Kolkata)
- Calicut
- Chennai* (cunoscut înainte ca Madras)
- Chandigarh*
- Chiplun
- Coimbatore
- Coorg

## D-I
- Dehradun
- Dispur
- Diu
- Dahod
- Dehgam
- Ernakulam
- Faridabad
- Gandhinagar*
- Gangtok*
- Ghaziabad
- Gwalior
- Guntur
- Gurgaon
- Guwahati
- Haldia
- Haora
- Haridwar
- Hyderabad*
- Himatnagar
- Imphal*
- Indore
- Itanagar*

## J-K
- Jabalpur
- Jaipur*
- Jaisalmer
- Jalandhar
- Jammu
- Jamnagar
- Jodhpur
- Jhansi
- Jalgaon
- Kandla
- Kanpur
- Kanyakumari
- Karur
- Kavaratti*
- Kholapur
- Kochi (cunoscut înainte ca Cochin)
- Kodaikanal
- Kohima*

## L-O
- Leh
- Lucknow*
- Ludhiana
- Madgaon
- Madurai
- Mangalagiri
- Mangalore
- Mapusa
- Marmagao
- Meerut
- Mumbai* (cunoscut înainte ca Bombay)
- Mysore
- Nagapatnam
- Nagercoil
- Nagpur
- Nashik
- Nadiad
- Ooty (sau Utakamandalam)

## P-R
- Panaji*
- Patna*
- Pondicherry*
- Port Blair*
- Pune
- Puri
- Ponda
- Raipur*
- Rajkot
- Ranchi*
- Ratlam
- Ratnagiri
- Rishikesh
- Ramanathapuram

## S-U
- Salem
- Sangli
- Sholapur
- Silvassa
- Shimla
- Shimoga
- Srinagar
- Surat
- Surendranager
- Thane
- Thanjavur
- Thrissur
- Trichi
- Thiruvananthapuram* (cunoscut înainte ca Trivandrum)
- Thoothukkudi (cunoscut înainte ca Tuticorin)
- Udaipur

## V-Y
- Vadodara
- Varanasi (Benares, Kashi)
- Vasco da Gama
- Vijayawada
- Vishakhapatnam
- Verna (Goa)
- Wardha
- Yavatmal